# Maria Tsiartsiani
Maria Tsiartsiani (Grieks: Μαρία Τσιαρτσίανη) (Thessaloniki, 21 oktober 1980) is een voormalig beachvolleyballer uit Griekenland. Ze won een zilveren medaille bij de Europes kampioenschappen en nam deel aan twee Olympische Spelen.

## Carrière

### 2000 tot en met 2008
Tsiartsiani nam in 2000 en 2001 deel aan het Challenger-toernooi van Xylokastro. In 2002 debuteerde ze aan de zijde van Polyxeni Kitsou in de FIVB World Tour. Vervolgens vormde ze twee seizoenen een team met Ekaterini Nikolaidou. Het eerste jaar kwam het duo bij tien reguliere FIVB-toernooien tot een vijfde plaats in Osaka. Bij de wereldkampioenschappen in Rio de Janeiro strandden ze in de groepsfase als gevolg van een blessure. Het seizoen daarop speelden ze negen mondiale wedstrijden met een negende plaats in Shanghai als beste resultaat. Bij de EK in Timmendorfer Strand eindigden ze eveneens als negende nadat ze de achtste finale verloren van hun landgenoten Vasso Karadassiou en Effrosyni Sfyri. Van 2005 tot en met 2008 partnerde Tsiartsiani met Efthalia Koutroumanidou. Het eerste seizoen behaalde het tweetal een gedeelde negende plaats bij de WK in Berlijn; in de derde ronde verloren ze van het Chinese duo Li Ying en Wang Lu en in de vijfde ronde van het herkansingsschema waren Dalixia Fernández en Tamara Larrea uit Cuba te sterk. Bij de overige veertien toernooien in de World Tour behaalden ze twee podiumplaatsen – tweede in Espinho en derde op Bali – en eindigden ze verder tweemaal als vijfde (Osaka en Sint-Petersburg). Bij de EK in Moskou werden Tsiartsiani en Koutroumanidou in de vierde herkansingsronde uitgeschakeld door de Russinnen Aleksandra Sjirjajeva en Natalja Oerjadova.
In 2006 was het duo actief op dertien toernooien in het mondiale beachvolleybalcircuit. Ze kwamen daarbij tot twee negende plaatsen in Athene en Parijs. Bij de EK in Den Haag was de derde ronde van de herkansing tegen Šárka Nakládalová en Tereza Tobiášová uit Tsjechië het eindstation. Het jaar daarop namen ze deel aan zestien reguliere FIVB-toernooien met een vierde plaats in Marseille en een vijfde plaats in Espinho als beste resultaat. Bij de WK in Gstaad bereikten Tsiartsiani en Koutroumanidou de zestiende finale die verloren werd van het Braziliaanse duo Larissa França en Juliana Felisberta. In 2008 speelden ze dertien mondiale wedstrijden waarbij ze tot vier negende plaatsen kwamen (Shanghai, Stavanger, Mysłowice en Guarujá). Bij de EK in Hamburg en bij de Olympische Spelen in Peking eindigden ze eveneens als negende. In Hamburg verloren ze in de vierde herkansingsronde van de Nederlandsen Marleen van Iersel en Marloes Wesselink; in Peking strandden ze in de achtste finale tegen Tamsin Barnett en Natalie Cook uit Australië.

### 2009 tot en met 2015
In 2009 wisselde Tsiartsiani van partner naar Vassiliki Arvaniti met wie ze tot het einde van haar sportieve loopbaan in 2015 een team vormde. Het eerste seizoen deed het tweetal mee aan dertien reguliere toernooien in de World Tour. Ze behaalden daarbij een tweede plaats bij de Grand Slam van Marseille en eindigden verder driemaal als vijfde (Osaka, Den Haag en Sanya). Bij de WK in Stavanger werden ze negende nadat ze in de achtste finale werden uitgeschakeld door de latere kampioenen April Ross en Jennifer Kessy. Het jaar daarop kwamen ze bij veertien toernooien in de mondiale competitie tot een zevende (Den Haag) en zes negende plaatsen (Shanghai, Rome, Moskou, Stavanger, Gstaad en Klagenfurt). Bij de EK in Berlijn verloren ze in de achtste finale van de Finse zussen Emilia en Erika Nyström. In 2011 strandde het duo bij de WK in Rome in de zestiende finale tegen het Spaanse tweetal Liliana Fernández en Elsa Baquerizo en bij de EK in Kristiansand werd het team in de tussenronde uitgeschakeld door Barbara Hansel en Sara Montagnolli uit Oostenrijk. Internationaal kwamen ze bij acht toernooien verder tot twee vijfde plaatsen (Stavanger en Den Haag).
Het daaropvolgende seizoen wonnen Tsiartsiani en Arvaniti de zilveren medaille bij de EK in Den Haag achter Sanne Keizer en Marleen van Iersel. Bij de Olympische Spelen in Londen bleef het duo na een overwinning en twee nederlagen steken in de groepsfase. Bij de overige tien toernooien in de mondiale competitie behaalden ze een zevende (Bangsaen) en drie negende plaatsen (Shanghai, Peking en Berlijn). Na een pauze van een jaar keerde Tsiartsiani in 2014 terug aan de zijde van Arvaniti. De twee namen deel aan negen toernooien in de World Tour met een vierde plek in Xiamen en een vijfde plaats in Mangaung als beste resultaat. Het jaar daarop waren ze actief op tien FIVB-toernooien met een negende plaats in Fuzhou als beste resultaat. Bij de EK eindigden ze als vijfde nadat ze de kwartfinale verloren van de latere winnaars Laura Ludwig en Kira Walkenhorst. Na afloop van het seizoen beëindigde Tsiartsiani haar beachvolleybalcarrière.

## Palmares
Kampioenschappen
- 2005: 9e WK
- 2008: 9e OS
- 2009: 9e WK
- 2012:  EK

FIVB World Tour
- 2005:  Espinho Open
- 2005:  Bali Open
- 2009:  Grand Slam Marseille

## Persoonlijk
Tsiartsiani is getrouwd met Christoph Dieckmann – een voormalige beachvolleyballer uit Duitsland – met wie ze een dochter heeft.